# Tuhkrijärv
Tuhkrijärv (est. Tuhkrijärv) – jezioro w Estonii, w prowincji Valgamaa, w gminie Haanja. Należy do pojezierza Haanja (est. Hannja järved). Położone jest na zachód od wsi Haanja. Ma powierzchnię 0,9 ha linię brzegową o długości 347 m, długość 125 m i szerokość 80 m. Sąsiaduje m.in. z jeziorami Palanujärv, Kurgjärv, Väikjärv, Paadikõrdsi, Taltjärv, Kolga, Kõvvõrjärv. Położone jest na terenie obszaru chronionego krajobrazu Haanja (est. Haanja looduspark).